# Комплекс з виробництва добрив у Саламанці
Комплекс з виробництва добрив у Саламанці – виробничий майданчик на заході Іспанії.  
Завод, що належав сім’ї Мірат, почав роботу в Саламанці у 1876 році. В його споруди були інтегровані залишки будівель монастиря, заснованого в 1490-му та зруйнованого французькими військами під час Наполеонівських воєн. З 1881-го тут було освоєно виробництво рисового крохмалю.  
Наприкінці 19 століття власники майданчику прийняли рішення зайнятись вробництвом добрив і в 1904-му ввели в дію завод суперфосфату. В той час у Іспанії почався бум будівництва суперфосфатних фабрик, чому сприяла географічна близькість до фосфоритів Марокко та великий ресурс піритів в іспанській провінції Уельва. Пірити спалювали з метою отримання сульфатної кислоти, обробкою якою фосфоритів і отримували суперфосфат. Втім, особливістю майданчику в Саламанці стало те, що він певний період також споживав іспанські фосфорити – за десятилітньою угодою від 1912 року копальня Костаназа (Логросан) мала постачати до Саламанки по 8 тисяч тонн фосфоритів на рік. Це відіграло важливу роль під час Першої світової війни, коли імпорт фосфоритів зустрівся з логістичними ускладненнями.
Також майданчик у Саламанці продукував певні обсяги нітратної кислоти, проте доволі незначні у порівнянні з випуском сульфатної кислоти. В 1927-му запустили невелике виробництво фторсилікату.
Відносно масштабу діяльності заводу відомо, що в 1933-му він виробив 15 тисяч тонн суперфосфату, а станом на середину 1950-х його проектна потужність становила 28 тисяч тонн на рік. Також відомо, що за 1965 – 1971 роки завод спожив 148 тисяч тонн піритів.
В 1946 – 1947 роках майданчик в Саламанці простоював 11 місяців, через проблеми із зовнішніми закупівлями на тлі закриття копальні у Логросані.
У 1963-му в Саламанці ввели в дію виробництво комплексних азотно-фосфорно-калійних (NPK), що стало першим в Іспанії. 
В 1987-му закрили напрямок продукування сульфатної кислоти, оскільки по всьому світу відбувся технологічний зсув у її виробництві з заміною піритів на сірку, яку через зростаючі екологічні норми все більше продукували під час очистки вуглеводнів.
Наприкінці 1990-х Mirat могла щорічно продукувати 160 тисяч тонн комплексних добрив на рік. Станом на першу половину 2020-х на сайті Mirat річна виробнича потужність зазначається як 150 тисяч тонн добрив.